# Marcilhac (Alier)
Marsilhac (en francès Marcillat-en-Combraille) és un municipi francès situat al departament de l'Alier i a la regió d'Alvèrnia-Roine-Alps.